# Серебрянополосый голубь
Серебрянополосый голубь, или серебристоспинный голубь (лат. Columba jouyi) — вымерший вид голубей. 
Это был большой, крупнее вяхиря (Columba palumbus), голубь с очень тёмным с зеленоватым и пурпурным отливом оперения и яркой, серебристого цвета, поперечной полосой на спине.
Обитал в лесах некоторых островов архипелага Рюкю и на островах Бородино. Последнюю птицу на острове Окинава добыли в 1904 году, а на островах Бородино — в 1936 году.